# Isaac de Stella
Isaac de Stella (em latim: Isaac de Stella; c. 1100, em Inglaterra – c. década de 1170, Étoile, Poitiers, Poitou, França) foi um monge, teólogo e filósofo.
Cerca de 1140 abandonou os estudos e aderiu à Ordem de Cister, durante as reformas de São Bernardo de Claraval, provavelmente em Pontigny. Em 1147 tornou-se abade no pequeno mosteiro de Stella, junto a Poitiers. Num determinado ponto da sua vida, possivelmente em 1167, exilou-se para um mosteiro remoto na ilha de Ré, provavelmente devido ao seu apoio ao arcebispo Thomas Becket. Mais tarde regressou a Stella. Sabe-se que viveu em Stella até à década de 1170 visto que num dos seus sermões ele refere-se a 'Santo' Bernardo, sendo que Bernardo foi apenas canonizado em 1174.
A obra mais popular de Isaac foi um comentário alegórico sobre o cânone da Missa, sob a forma de uma carta ao bispo de Poitiers. Os seus 55 sermões sobreviventes, assim como a sua obra Epistola de anima ad Alcherum ("Carta a Alquero sobre a Alma"), constituem as suas reais contribuições teológicas. Esta última era dirigida a Alquero de Claraval, combinando teorias aristotélicas e neoplatónicas sobre psicologia com o misticismo cristão. Exerceu um papel significativo nas posteriores especulações místicas devido à incorporação de grandes partes da obra de Isaac no compêndio antropológico denominado "De spiritu et anima" (O Espírito e a Alma), que circulou sob o nome de "Agostinho", sendo usado de maneira apreciável durante o século XIII.
As obras de Isaac fazem uso de lógica argumentativa e foram influenciadas pelo neoplatonismo de Agostinho de Hipona.